# 플레이스테이션 2 온라인 기능
플레이스테이션 2 가정용 비디오 게임 콘솔은 온라인 게임 및 기타 인터넷 기능을 지원했다. 온라인 호환 게임은 시스템의 확장 베이에 연결되는 네트워크 어댑터(이후 "슬림라인" 모델에서는 어댑터가 하드웨어에 통합됨)와 인터넷 연결을 사용하여 이 기능을 활용할 수 있었다. 이는 지역에 따라 소니 인터랙티브 엔터테인먼트 또는 타사의 네트워크에 연결되었다. 마지막 공식 온라인 게임 서버는 2016년 스퀘어 에닉스에 의해 종료되었지만, 일부 게임은 비공식 팬 제작 서버를 통해 온라인 기능을 계속 사용할 수 있다.

## 개요
Xbox Live와 같은 통합 온라인 서비스와 달리, PS2의 온라인 멀티플레이어는 게임 퍼블리셔의 책임이었고 타사 서버에서 운영되었다. 그러나 후기 PS2 온라인 게임은 서버에 연결하기 전에 소니의 DNAS(Dynamic Network Authentication System)를 통해 콘솔을 승인해야 했다. DNS 설정을 비공식 DNS 서버에 연결하도록 설정하면 접속할 수 있는 비공식 서버도 존재한다.
일부 게임은 다이얼업 연결(모든 모델에서 사용 가능하지 않음)을 사용하거나, 두 개의 네트워크 어댑터/슬림라인 콘솔을 이더넷 케이블로 직접 연결하거나 동일한 라우터 네트워크를 통해 LAN 플레이를 허용했다. 대부분의 게임, 특히 후기 게임은 광대역 인터넷 연결을 사용해야 했다. 일본에서는 플레이스테이션 BB 서비스를 이용하여 콘솔을 다른 형태의 엔터테인먼트를 위한 셋톱박스로 판매하려 했다.

## 서비스 및 수명
일본에서는 온라인 기능이 출시 첫 해부터 타사 56k 모뎀 형태로 제공되었다. 예를 들어, Sunsoft는 USB 외장 모뎀인 온라인스테이션을 출시했고, 이 모뎀의 인조이매직(EnjoyMagic) 소프트웨어는 고객에게 웹과 이메일 서비스를 제공했다. EGBrowser는 2001년에 출시된 플레이스테이션 2용 타사 웹 브라우저로, 호환되는 모든 모뎀과 함께 사용할 수 있었다. 스퀘어소프트(SquareSoft)는 2001년 9월경 PS2게이트(PS2GATE)라는 모뎀을 출시하여 PlayOnline 서비스에 연결할 수 있도록 했다. 아이와도 넷프론트(NetFront) 소프트웨어가 사전 탑재된 모뎀을 출시했다. 에이지 오브 엠파이어 2(원래 PC 게임)와 같은 일부 게임은 USB 모뎀을 사용하여 온라인으로 플레이할 수 있었고, 이 게임은 플레이스테이션 2에서 USB 키보드와 마우스를 사용할 수 있었다. 광대역 이더넷과 56k 모뎀을 모두 지원하는 공식 네트워크 어댑터는 2001년 7월 19일 파이널 판타지 X와 함께 일본에서 출시되었다.
소니 인터랙티브 엔터테인먼트는 2002년 4월 일본에서 광대역 인터넷 연결을 사용하는 플레이스테이션 BB 서비스를 자체적으로 시작했다. 이 서비스에는 사용자가 플레이스테이션 2 소프트웨어 타이틀을 다운로드하고, 미디어를 다운로드하고, RealPlayer 소프트웨어를 사용하여 음악과 비디오를 재생하며, 인스턴트 메시징을 할 수 있는 브로드밴드 내비게이터라는 소프트웨어 서비스도 포함되었다. 브로드밴드 어댑터는 초기에는 대여되었고 하드 디스크가 포함되었지만, 나중에는 소매점에서 구매할 수 있었다.
북미에서는 2002년 8월 27일에 온라인 서비스가 시작되었다. 출시 당시 초기 온라인 게임은 SCE의 SOCOM U.S. Navy SEALs, Twisted Metal: Black Online, NFL GameDay 2003, FreQuency Online, 세가(Sega)의 NFL 2K3, EA 스포츠(EA Sports)의 Madden NFL 2003, 액티비전(Activision)의 토니 호크 프로 스케이터 3였다. 어댑터는 초기 비용이 미화 40달러였으며, 시작 디스크와 매든 NFL 2003, 프리퀀시 온라인 두 가지 플레이 가능한 게임이 담긴 데모 디스크가 포함되어 있었다. 이는 같은 해 11월 15일에 출시될 경쟁사인 Xbox Live보다 앞서 출시되었다. SCEA는 또한 AOL (넷스케이프 웹, AIM 채팅, 이메일 및 기타 인터넷 서비스를 포함), RealNetworks, 매크로미디어 (플래시 포함), Cisco와 파트너십을 맺었다. 일본에 비해 미국에서 광대역 보급이 빠르게 이루어졌음에도 불구하고, 소니는 여전히 협대역 다이얼업 고객을 위해 56k 모뎀을 포함하기로 결정했다.
유럽의 온라인 서비스 테스트는 2003년 봄에 시작되었다. SCEE는 설정 디스크에 온라인 서비스에 대한 정기적인 뉴스를 제공하고 단일 로그인 사용자 이름을 제공하는 센트럴 스테이션이라는 서비스를 제공했다. 독일에서는 4월 24일에 테스트가 시작되었다. 테스트 패키지에는 네트워크 어댑터, 하드 디스크 드라이브, 네트워크 액세스 디스크, SOCOM: US Navy SEALs 복사본 및 USB 헤드셋이 포함되었다. 센트럴 스테이션 또는 "네트워크 게이밍"은 영국에서 6월 11일, 프랑스에서 7월 2일, 스웨덴에서 8월 13일, 네덜란드에서 9월에 출시되었다. 유럽에서는 플레이스테이션 2의 온라인 서비스가 Xbox Live와 마찬가지로 DSL 광대역 인터넷을 필요로 했다. 하드웨어: 온라인 아레나(Hardware: Online Arena)는 2003년 유럽에서 독점적으로 온라인 전용 게임으로 개발 및 출시되었다.

### 서비스 중단
시간이 지남에 따라 대부분의 게임 서버는 종료되었다. 2012년 8월 31일, SCEA는 10년 만에 SOCOM 게임 서버를 종료했다. 파이널 판타지 XI의 마지막 공식 온라인 서버는 궁극적으로 2016년 3월 31일에 종료되었고, DNAS는 며칠 후인 4월 4일에 종료되어, Tribes: Aerial Assault 및 토니 호크 프로 스케이터 3와 같은 비 DNAS PS2 타이틀을 지원하는 서버를 제외하고는 남아 있는 여러 비공식 서버도 간접적으로 종료되었다.
DNAS 종료에도 불구하고, 여러 팬이 만든 서버는 여전히 존재한다. 대부분은 연결하기 위해 DNAS 해결 방법이 필요하며, 콜 오브 듀티 3 및 Need For Speed: Underground와 같은 일부 예외도 있다.

## 어댑터
플레이스테이션 2 콘솔의 오리지널 모델(비 "슬림라인")의 경우 온라인 플레이와 하드 드라이브 사용을 위해 네트워크 어댑터가 필요했다. 일본에서만 출시된 초기 버전은 해당 지역(SCPH-10000 ~ SCPH-18000 시리즈)에서 출시된 플레이스테이션 2 시스템의 출시 모델용으로 설계되었는데, 이 모델들은 콘솔의 PCMCIA 슬롯을 사용했기 때문이다. 북미와 유럽에서 출시된 것과 같은 후기 버전의 네트워크 어댑터는 초기 일본 전용 버전과 다르게 제작되었으며, 다른 폼 팩터를 사용하고 오리지널 플레이스테이션 2 모델의 후기 수정판(SCPH-3000x ~ SCPH-500xx 시리즈)에 나타난 플레이스테이션 2의 확장 베이용으로 설계되었다.
네트워크 어댑터의 모든 버전은 이더넷 포트를 제공하며, 일부 버전(특히 북미 버전)은 다이얼업 연결을 위한 전화선 포트도 특징으로 한다. 그러나 새로운 슬림라인 버전에는 이더넷 포트(그리고 일부 초기 북미 모델에는 전화선 포트)가 내장되어 있어 네트워크 어댑터가 불필요하고 하드 드라이브 사용이 거의 불가능하며 네트워크 어댑터를 계속 생산할 필요가 없게 되었다.

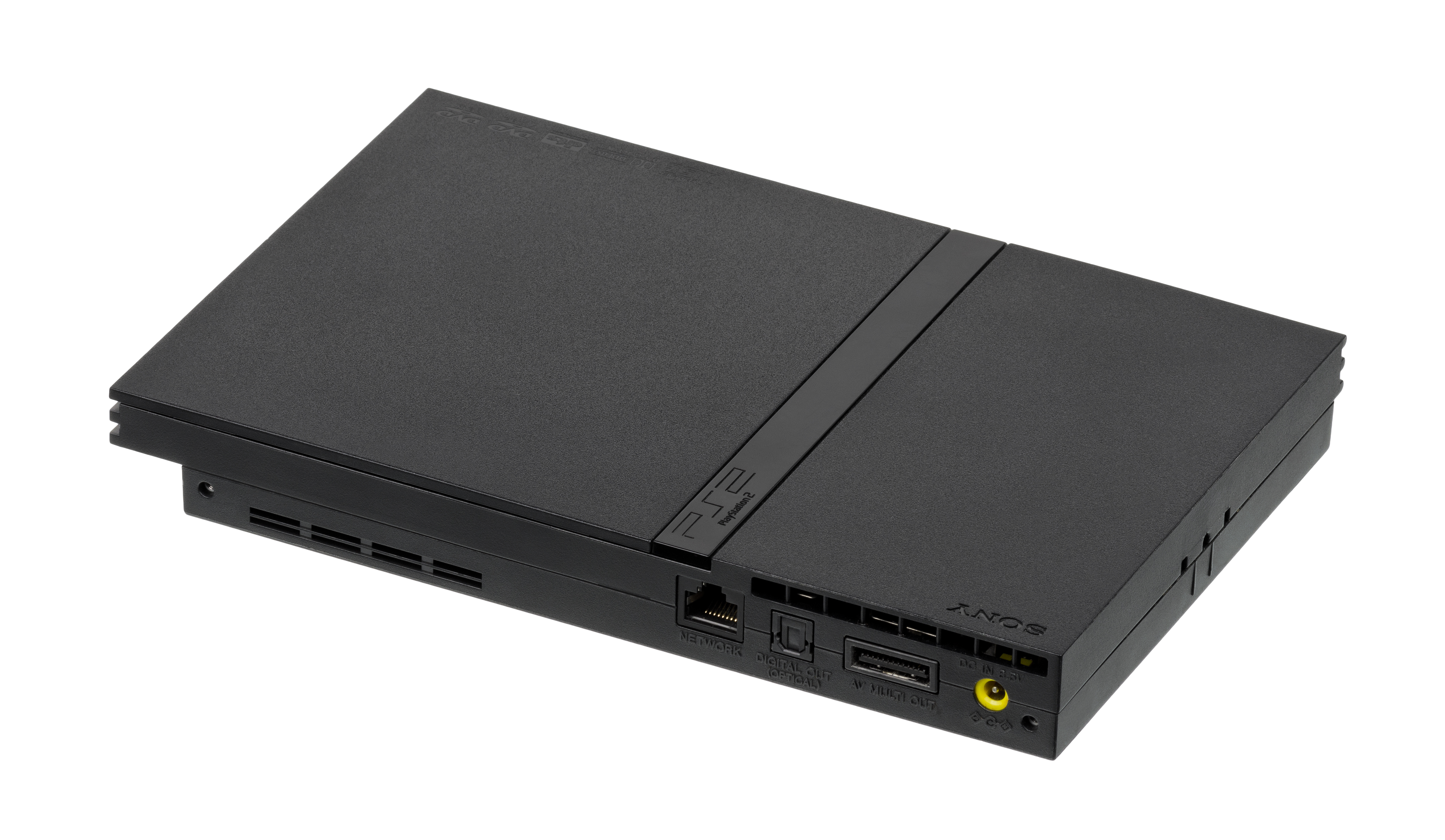
네트워크 어댑터가 내장된 슬림 모델

온라인 게임을 플레이하려면 사용자가 시스템의 네트워크 연결 설정을 구성해야 하며, 이는 메모리 카드에 저장된다. 이는 네트워크 어댑터와 함께 제공된 네트워크 시작 디스크를 사용하거나 Resident Evil Outbreak와 같이 유틸리티가 내장된 여러 게임 중 하나를 사용하여 네트워크 설정을 할 수 있다. 새로운 슬림라인 플레이스테이션 2는 기본적으로 상자에 디스크가 함께 제공되었다. 디스크의 마지막 버전은 네트워크 시작 디스크 5.0이었으며, 2009년에 출시된 새로운 SCPH-90004 모델에 포함되었다.

## 호환 게임
캡콤 vs SNK 2(Capcom vs. SNK 2)는 두 경쟁 비디오 게임 콘솔 간 크로스 플랫폼 플레이를 제공하는 최초의 비디오 게임이었고, 2002년에는 플레이스테이션 2와 PC 간 연결을 허용하는 파이널 판타지 XI이 그 뒤를 이었다. 같은 해 8월에 출시된 SOCOM U.S. Navy SEALs는 콘솔에서 음성 채팅을 허용한 최초의 비디오 게임 중 하나였다.
온라인 게임을 지원하는 PAL 게임은 표지 상단 근처에 "WITH NETWORK PLAY"(나중에 "WITH NET PLAY")라고 (영문판에서는) 적힌 배너가 표시된다. 북미 게임에는 표지 오른쪽 하단에 "Online" 아이콘이 표시되며, 다이얼업 연결을 지원하지 않는 게임에는 로고에 "broadband only"도 함께 표시된다.

### LAN 터널링
XBSlink, SVDL, XLink Kai와 같은 컴퓨터 프로그램은 전 세계 LAN을 시뮬레이션하는 네트워크 구성을 사용하여 일부 PS2 게임의 온라인 플레이를 가능하게 했다.

## 같이 보기
- 플레이스테이션 네트워크